# Keith Tkachuk
Keith Matthew Tkachuk (* 28. března 1972 Melrose, Massachusetts) je bývalý americký hokejista, který hrával v National Hockey League. Aktivní kariéru ukončil v roce 2010 jako jeden z pouze čtyř hráčů narozených v USA, kteří v kariéře překonali hranici 500 gólů.

## Hráčská kariéra

### Klubová kariéra
Hrával univerzitní ligu za Boston University, v roce 1990 byl draftován v prvním kole týmem Winnipeg Jets. V NHL debutovan 28. února 1992. Ve své třetí sezóně byl jmenován kapitánem týmu, vstřelil svůj první hattrick a vyhrál se 81 body klubové bodování. Ve zkrácené sezóně 1994/1995 zaznamenal ve 48 utkáních 51 bodů, což mu vyneslo nominaci do druhého All-Star týmu NHL. Před začátkem následující sezóny, když stávkoval kvůli nové smlouvě, byl zbaven funkce kapitána. Poté, co se klub o rok později přestěhoval z Winnipegu do Phoenixu, se do této funkce vrátil. V této sezóně také s 52 góly vládl střelcům celé ligy. Zejména v důsledku častých zraněních však v následujících letech jeho produktivita klesla. V roce 2001 byl vyměněn do St. Louis Blues za Ladislava Nagye, Michala Handzuše, Jeffa Taffeho a první volbu v draftu. Ještě v téže sezóně pomohl novému týmu k postupu do finále Západní konference, kde podlehli Colorado Avalanche. V St. Louis hrával až do konce kariéry s krátkou přestávkou, kdy odehrál část sezóny 2006/2007 za Atlanta Thrashers, poté se však opět vrátil. Kariéru ukončil v roce 2010.

### Reprezentační kariéra
USA reprezentoval na Světovém poháru v letech
1996 a 2004 a čtyřech olympijských hrách včetně olympiády v Salt Lake City 2002, kde Američané vybojovali stříbrné medaile.

## Úspěchy a ocenění
Týmové
- vítěz Světového poháru 1996 – s USA
- stříbrná medaile na Zimních olympijských hrách 2002 – s USA

Individuální
- nejlepší střelec NHL 1996/1997 (před zavedením Maurice Richard Trophy)
- člen druhého All-Star týmu NHL v letech 1994/1995, 1997/1998
- účastník NHL All-Star Game v letech 1997, 1998, 1999, 2004, 2009

## Rekordy
Rekordy hráčů narozených v USA
- první v USA narozený hráč, který se stal nejlepším střelcem sezóny (1996/1997)

Klubové rekordy Phoenix Coyotes
- nejvíce vítězných gólů v kariéře (40)
- nejvíce trestných minut v kariéře v dresu Phoenix Coyotes (1508)

## Prvenství
- Debut v NHL – 28. února 1992 (Vancouver Canucks proti Winnipeg Jets)
- První asistence v NHL – 28. února 1992 (Vancouver Canucks proti Winnipeg Jets)
- První gól v NHL – 8. března 1992 (Minnesota North Stars proti Winnipeg Jets, kanadskému brankáři Darcy Wakaluk)
- První hattrick v NHL – 23. října 1993 (Philadelphia Flyers proti Winnipeg Jets)

## Klubové statistiky
| Sezóna     | Klub                      | Soutěž     |       | Základní část | Základní část | Základní část | Základní část | Základní část |    | Play off | Play off | Play off | Play off | Play off |
| Sezóna     | Klub                      | Soutěž     | Z     | G             | A             | B             | TM            | Z             | G  | A        | B        | TM       |          |          |
| 1990–91    | Boston Univ. Terriers     | HE         | 36    | 17            | 23            | 40            | 70            | —             | —  | —        | —        | —        |          |          |
| 1991–92    | Winnipeg Jets             | NHL        | 17    | 3             | 5             | 8             | 28            | 7             | 3  | 0        | 3        | 30       |          |          |
| 1992–93    | Winnipeg Jets             | NHL        | 83    | 28            | 23            | 51            | 201           | 6             | 4  | 0        | 4        | 14       |          |          |
| 1993–94    | Winnipeg Jets             | NHL        | 84    | 41            | 40            | 81            | 255           | —             | —  | —        | —        | —        |          |          |
| 1994–95    | Winnipeg Jets             | NHL        | 48    | 22            | 29            | 51            | 152           | —             | —  | —        | —        | —        |          |          |
| 1995–96    | Winnipeg Jets             | NHL        | 76    | 50            | 48            | 98            | 156           | 6             | 1  | 2        | 3        | 22       |          |          |
| 1996–97    | Phoenix Coyotes           | NHL        | 81    | 52            | 34            | 86            | 228           | 7             | 6  | 0        | 6        | 7        |          |          |
| 1997–98    | Phoenix Coyotes           | NHL        | 69    | 40            | 26            | 66            | 147           | 6             | 3  | 3        | 6        | 10       |          |          |
| 1998–99    | Phoenix Coyotes           | NHL        | 68    | 36            | 32            | 68            | 151           | 7             | 1  | 3        | 4        | 13       |          |          |
| 1999–00    | Phoenix Coyotes           | NHL        | 50    | 22            | 21            | 43            | 82            | 5             | 1  | 1        | 2        | 4        |          |          |
| 2000–01    | Phoenix Coyotes           | NHL        | 64    | 29            | 42            | 71            | 108           | —             | —  | —        | —        | —        |          |          |
| 2000–01    | St. Louis Blues           | NHL        | 12    | 6             | 2             | 8             | 14            | 15            | 2  | 7        | 9        | 20       |          |          |
| 2001–02    | St. Louis Blues           | NHL        | 73    | 38            | 37            | 75            | 117           | 10            | 5  | 5        | 10       | 18       |          |          |
| 2002–03    | St. Louis Blues           | NHL        | 56    | 31            | 24            | 55            | 139           | 7             | 1  | 3        | 4        | 14       |          |          |
| 2003–04    | St. Louis Blues           | NHL        | 75    | 33            | 38            | 71            | 83            | 5             | 0  | 2        | 2        | 10       |          |          |
| 2004–05    | Nehrál kvůli stávce v NHL |            | —     | —             | —             | —             | —             | —             | —  | —        | —        | —        | —        |          |
| 2005–06    | St. Louis Blues           | NHL        | 41    | 15            | 21            | 36            | 46            | —             | —  | —        | —        | —        |          |          |
| 2006–07    | St. Louis Blues           | NHL        | 61    | 20            | 23            | 43            | 92            | —             | —  | —        | —        | —        |          |          |
| 2006–07    | Atlanta Thrashers         | NHL        | 18    | 7             | 8             | 15            | 34            | 4             | 1  | 2        | 3        | 12       |          |          |
| 2007–08    | St. Louis Blues           | NHL        | 79    | 27            | 31            | 58            | 69            | —             | —  | —        | —        | —        |          |          |
| 2008–09    | St. Louis Blues           | NHL        | 79    | 25            | 24            | 49            | 61            | 4             | 0  | 0        | 0        | 2        |          |          |
| 2009–10    | St. Louis Blues           | NHL        | 67    | 13            | 19            | 32            | 56            | —             | —  | —        | —        | —        |          |          |
| NHL celkem | NHL celkem                | NHL celkem | 1,201 | 538           | 527           | 1,065         | 2,219         | 89            | 28 | 28       | 56       | 176      |          |          |

## Reprezentace
| Rok                           | Tým                           | Soutěž                        | Z  | G  | A | B  | TM |
| ----------------------------- | ----------------------------- | ----------------------------- | -- | -- | - | -- | -- |
| 1991                          | USA 20                        | MSJ                           | 7  | 6  | 3 | 9  | 12 |
| 1992                          | USA 20                        | MSJ                           | 7  | 3  | 4 | 7  | 6  |
| 1992                          | USA                           | ZOH                           | 8  | 1  | 1 | 2  | 12 |
| 1996                          | USA                           | SP                            | 7  | 5  | 1 | 6  | 44 |
| 1998                          | USA                           | ZOH                           | 4  | 0  | 2 | 2  | 6  |
| 2002                          | USA                           | ZOH                           | 5  | 2  | 0 | 2  | 2  |
| 2004                          | USA                           | SP                            | 5  | 5  | 1 | 6  | 23 |
| 2006                          | USA                           | ZOH                           | 6  | 0  | 0 | 0  | 8  |
| Seniorská reprezentace celkem | Seniorská reprezentace celkem | Seniorská reprezentace celkem | 35 | 13 | 5 | 18 | 85 |